# Konami Xexex Based Hardware
Konami Xexex Based Hardware es una placa de arcade creada por Konami destinada a los salones arcade.

## Descripción
El Konami Xexex Based Hardware fue lanzada por Konami en 1990.
Dependiendo del título, puede poseer uno o dos procesadores 6800 o un 6309, también tanto como el chip de sonido como el chip de video puede variar dependiendo del juego.
En esta placa funcionaron 10 títulos, entre ellos están Lethal Enforcers, Asterix o G.I. Joe.

## Especificaciones técnicas

### Procesador
- 6309
- 6800 (1 o 2, dependiendo del juego)

Otros chips:
- - 054157 054156 053247 053246 053251

## Lista de videojuegos
- Asterix
- Bucky O'Hare
- Dragon Ball Z
- Dragon Ball Z 2 Super Battle
- G.I. Joe
- Lethal Enforcers
- Overdrive
- Run And Gun / Slam Dunk
- Wild West C.O.W. Boys Of Moo Mesa
- Xexex / Orius